# Rutidea insculpta
Rutidea insculpta là một loài thực vật có hoa trong họ Thiến thảo. Loài này được Mildbr. ex Bridson miêu tả khoa học đầu tiên năm 1978.